# An Emotional Fish
An Emotional Fish was een rockband uit Dublin, Ierland. An Emotional Fish werd opgericht in 1988 en bestond uit Gerard Whelan (zang, percussie), Martin Murphy (drums, percussie), David Frew (gitaren, zang) en Enda Wyatt (bas, zang). In 1989 tekende de band bij U2's platenlabel Mother Records en bracht in 1990 haar debuutalbum uit. De single 'Celebrate' werd een hit. In 1991 speelde de band op diverse festivals waaronder Pinkpop, Pukkelpop en Ein Abend In Wien.

## Discografie

### Albums
- An Emotional Fish, 1990
- Junk Puppets, 1993
- Sloper, 1994 (VK), 1996 (VS)

### Livealbums
- Celebration Live, 1991
- Live Bait, 1991

### Video's
- An Emotional Fish, 1990 (VHS-editie)